# One Tree Hill (sæson 2)

## Afsnit
| Nr. i serien | Nr. i sæson | Titel                                            | Instruktør         | Forfatter                       | Første sendedag    |
| ------------ | ----------- | ------------------------------------------------ | ------------------ | ------------------------------- | ------------------ |
| 23           | 1           | "The Desperate Kingdom of Love"                  | Greg Prange        | Mark Schwahn                    | 21. september 2004 |
| 24           | 2           | "Truth Doesn't Make A Noise"                     | Bill Dickson       | Mark Perry                      | 28. september 2004 |
| 25           | 3           | "Near Wild Heaven"                               | Greg Prange        | James Stoteraux og Chad Fiveash | 5. oktober 2004    |
| 26           | 4           | "You Can't Always Get What You Want"             | Joanna Kerns       | Jennifer Cecil                  | 12. oktober 2004   |
| 27           | 5           | "I Will Dare"                                    | Thomas J. Wright   | Mark Schwahn                    | 19. oktober 2004   |
| 28           | 6           | "We Might As Well Be Strangers"                  | Sandy Bookstaver   | Terrence Coli                   | 26. oktober 2004   |
| 29           | 7           | "Let the Reigns Go Loose"                        | David Paymer       | R. Lee Fleming Jr.              | 2. november 2004   |
| 30           | 8           | "Truth, Bitter Truth"                            | Billy Dickson      | Stacy Rukeyser                  | 9. november 2004   |
| 31           | 9           | "The Trick Is To Keep Breathing"                 | John Mallory Asher | James Stoteraux og Chad Fiveash | 16. november 2004  |
| 32           | 10          | "Don't Take Me for Granted"                      | Lev L. Spiro       | Mark Schwahn                    | 30. november 2004  |
| 33           | 11          | "The Heart Brings You Back"                      | Matt Shakman       | Mark Perry                      | 25. januar 2005    |
| 34           | 12          | "Between Order and Randomness"                   | Bethany Rooney     | Terrence Coli                   | 1. februar 2005    |
| 35           | 13          | "The Hero Dies In This One"                      | Kevin Dowling      | Jennifer Cecil                  | 8. februar 2005    |
| 36           | 14          | "Quiet Things That No One Ever Knows"            | Babu Subramaniam   | R. Lee Fleming Jr.              | 15. februar 2005   |
| 37           | 15          | "Unopened Letter to the World"                   | Greg Prange        | Mark Schwahn                    | 22. februar 2005   |
| 38           | 16          | "Somewhere A Clock Is Ticking"                   | Billy Dickson      | Stacy Rukeyser                  | 1. marts 2005      |
| 39           | 17          | "Something I Can Never Have"                     | Paul Johansson     | Mike Herro og David Strauss     | 19. april 2005     |
| 40           | 18          | "The Lonesome Road"                              | Thomas J. Wright   | John Norris                     | 26. april 2005     |
| 41           | 19          | "I'm Wide Awake, It's Morning"                   | Thomas J. Wright   | Mark Schwahn                    | 3. maj 2005        |
| 42           | 20          | "Lifetime Piling Up"                             | Les Butler         | Mark Perry                      | 10. maj 2005       |
| 43           | 21          | "What Could Have Been"                           | Bethany Rooney     | Jennifer Cecil                  | 17. maj 2005       |
| 44           | 22          | "The Tide That Left and Never Came Back, Part 1" | Thomas J. Wright   | Mark Schwahn                    | 24. maj 2005       |
| 45           | 23          | "The Leavers Dance, Part 2"                      | Greg Prange        | Mark Schwahn                    | 24. maj 2005       |

### Fodnoter
1. 1 2 3  One Tree Hill - Episodes - tv.com. Hentet 15. august 2008.